# Adherbal de Carvalho

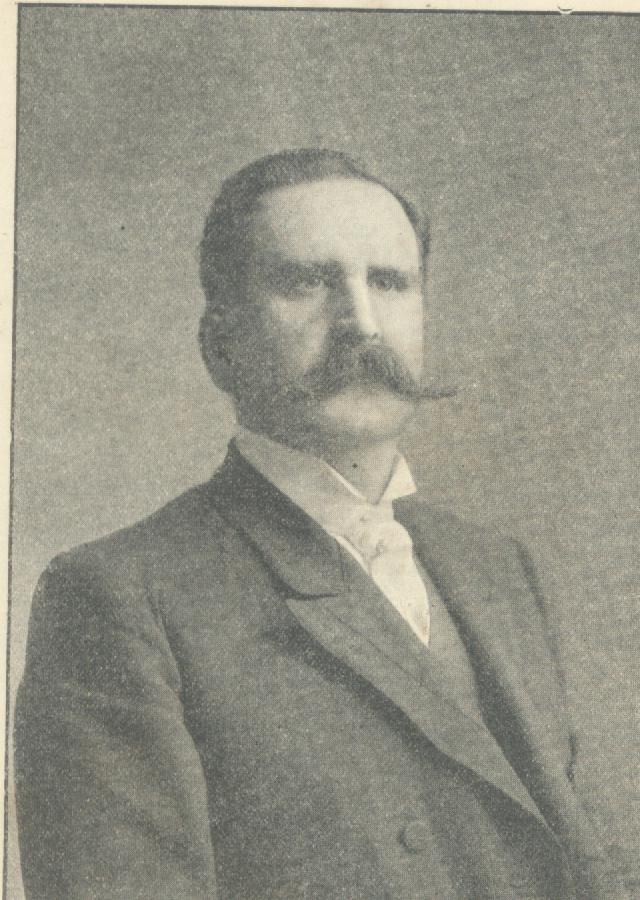
O romancista, jurista, crítico e poeta Adherbal de Carvalho em foto de 1911.

Adherbal de Carvalho (Niterói, 3 de maio de 1869 — 1915) foi um romancista, crítico literário, jurista, ensaísta, professor, tradutor e poeta brasileiro.

## Biografia
Filho legítimo do notável advogado José Alves Pereira de Carvalho. Estudou humanidades no Externato Aquino, no Distrito Federal. Formou-se em ciências jurídicas e sociais, em 1895, na Faculdade de Direito do Recife. Casou-se com sua prima Cândida M. de Carvalho. Foi promotor público em Santa Luzia de Carangola (MG) e juiz substituto federal no então Distrito Federal. Foi membro efetivo do Instituto da Ordem dos Advogados Brasileiros e advogado no Rio de Janeiro.
Mais conhecido na esfera do Direito, Adherbal de Carvalho, como romancista, foi voltado para à escola naturalista, embora tenha escrito e lançado no estado do Maranhão a obra crítica O Naturalismo no Brasil. No mesmo ano saiu Ephemeras e, em 1911 pela Garnier, Versos de um dilettante, ambos de poesia. 
É hoje um nome praticamente ignorado, pois foi vulto menor na literatura do Brasil em sua época. É desconhecido mesmo entre os estudiosos da estética naturalista e especialistas em poesia. Contudo, foi citado como poeta de transição do Parnasianismo para o Simbolismo, por Alexandre José de Melo Moraes Filho, na obra Poetas brasileiros contemporâneos, publicada em 1903 pela Garnier. 
Infelizmente suas obras se encontram totalmente esgotadas e se resumem a algumas bibliotecas públicas e particulares. 
Os especialistas o consideram como grande jurista da época, com diversas obras sobre Direito, como também um bom crítico, injustamente esquecido, do que bom romancista ou poeta, encontrando algum valor no seu O Naturalismo no Brasil, reeditado como  Esboços litterarios em 1902. Trata-se de um importante documento para os estudiosos do século XIX, pois retrata inclusive o teatro à sua época.
Traduziu importantes obras de direito do alemão Rudolf von Ihering, de Enrico Cimbali, entre outros.
Há uma rua em sua homenagem na cidade do Rio de Janeiro localizada no Morro do Urubu, bairro de Pilares.

## Obras

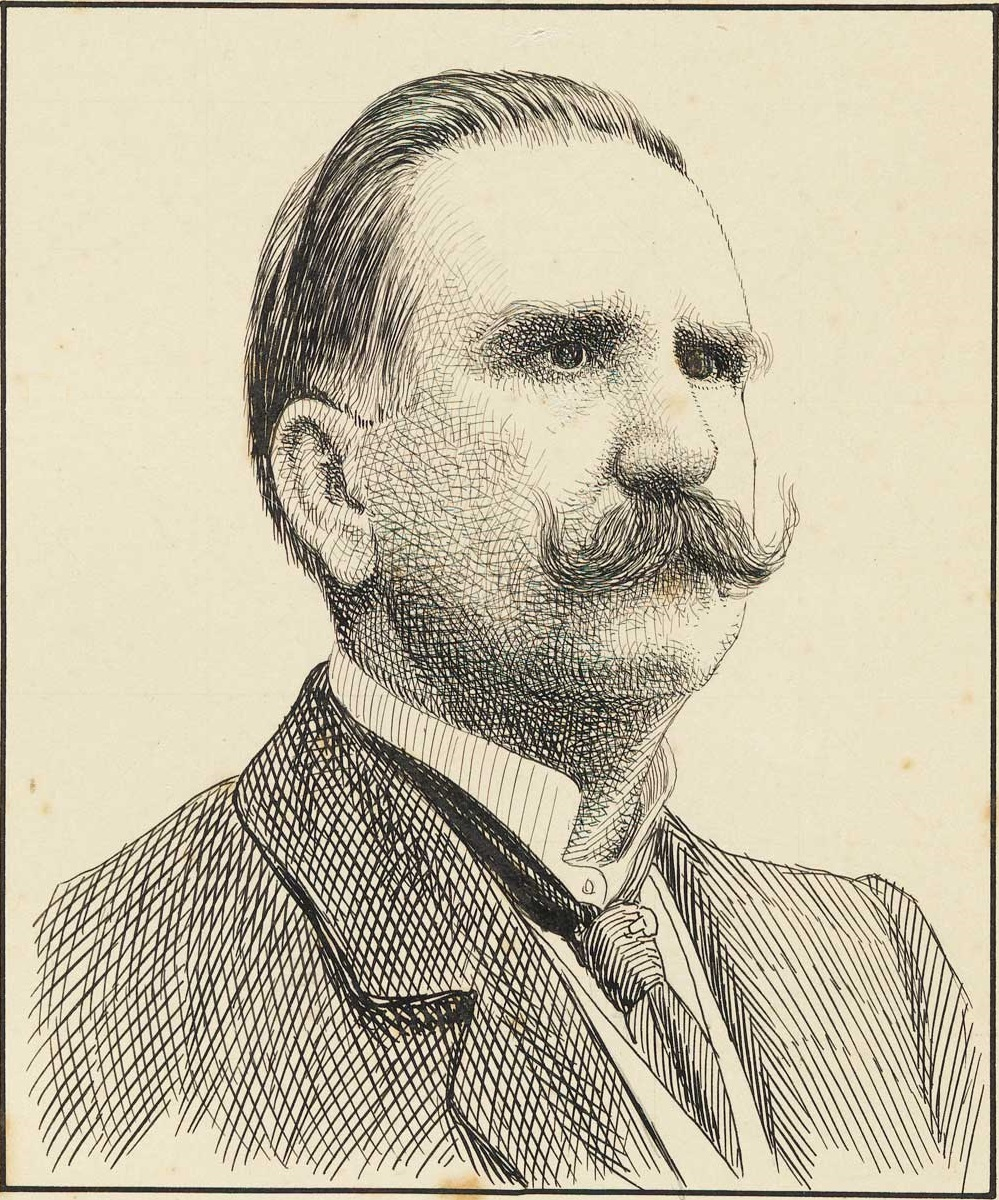
Adherbal de Carvalho.

- 1884 Rhetorica e poetica, (Crítica), Rio de Janeiro
- 1887 Introducção ás prelecções de Direito Romano do Dr. Rodrigues, Rio de Janeiro
- 1888 A noiva (escorço de um romance naturalista), (Romance e Novela), São Paulo, F. de Oliveira e B. Amaral
- 1889 Treze de Maio, (Carta republicana ao Cons. João Alfredo), Rio de Janeiro
- 1891 A Poesia e a Arte no ponte de vista filosófico, (Crítica, teoria e história literárias), Rio de Janeiro
- 1892 O povo e o banqueiro (Pamphletos de propaganda socialista), 8 números, Rio de Janeiro
- 1894 Ephemeras (Poesia), segunda edição: 1900, Maranhão
- 1894 O Naturalismo no Brasil (Crítica, teoria e história literárias), São Luís do Maranhão, J. Ramos
- 1899 Questões de Direito Civil, de Rudolf von lhering, com annotações, Rio de Janeiro
- 1900 O fundamento dos interdictos possessorios, de Rudolf von lhering, com annotações
- 1900 A nova phase do Direito Civil, de Enrico Cimbali, Rio de Janeiro
- 1900 Apontamentos sobre o processo criminal brasileiro, de  Pimenta Bueno
- 1901 As garantias constitucionaes, de A. Alcorta
- 1902 Esboços litterarios (Crítica, teoria e história literárias), Rio de Janeiro
- 1906 A adopção do Direito Brasileiro, relatório apresentado ao Terceiro Congresso Scientifico Latino Americano no Rio de Janeiro
- 1910 A physiologia do Direito, Rio de Janeiro
- 1911 Versos de um dilettante (Poesia), Rio de Janeiro, Garnier
- 1915 Synteze das Preleçõis de Direito Penal, Rio de Janeiro, Livraria Clássica

## Referência
- COUTINHO, Afrânio; SOUSA, J. Galante de. Enciclopédia de literatura brasileira. São Paulo: Global.